# Saison 5 de L'Incroyable Hulk
Chronologie
Saison 4 Le Retour de l'incroyable Hulk
Cet article présente les sept épisodes de la cinquième et dernière saison de la série télévisée L'Incroyable Hulk.

## Distribution

### Acteurs principaux
- Bill Bixby : David Banner
- Lou Ferrigno : L'Incroyable Hulk
- Jack Colvin : Jack McGee

### Acteurs invités
- Brett Cullen : Joe Dumming
- Anne Lockhart : Audrey
- Dick O'Neill : Cyrus T. McCormack
- Robert Donner : Bernard Devlin
- Gloria Gifford : Grubb
- Paul Koslo : Doug Hewitt
- David White : Archer Hewitt
- Barret Oliver : Jimmy
- James Saito : L'interprète
- Bruce Gray : Harrison Cole
- Diana Muldaur : Sœur Anita
- Jerry Hardin : Shériff Dean
- Edie McClurg : Sœur Mary Catherine
- Peter Mark Richman : Ellis Jordan
- Charles Napier : Bert
- Andrea Marcovicci : Gale Webber
- Lewis Arquette : Les Creaseman
- John Hancock : Isaac Whittier Ross
- Charles Tyner : Roy
- Henry Darrow : Patrero
- Faye Grant : Christy
- Linden Chiles : Cunningham
- Xander Berkeley : Tom
- Lisa Jane Persky : Rita
- Gary Vinson : Sperling
- Brad Harris : Jordan

## Épisodes

### Épisode 1:Coup de circuit
- États-Unis : 2 octobre 1981 sur CBS

- Brett Cullen (Joe Dumming)
- Anne Lockhart (Audrey)
- Dick O'Neill (Cyrus T. McCormack)
- Ken Swofford (Johnny)
- Robert Donner (Bernard Devlin)

### Épisode 2:Les Deux Marraines
- États-Unis : 9 octobre 1981 sur CBS

- Kathleen Nolan (Hackett)
- Penny Peyser (Lannie)
- Suzanne Charny (Barbara Davis)
- Sandra Kerns (Sondra)
- Gloria Gifford (Grubb)
- John Steadman (Phil Giles)

### Épisode 3:Le Vétéran
- États-Unis : 16 octobre 1981 sur CBS

- Paul Koslo (Doug Hewitt)
- David White (Archer Hewitt)
- Barret Oliver (Jimmy)
- James Saito (L'interprète)
- Richard Yniguez (Frank Rivera)
- Bruce Gray (Harrison Cole)

### Épisode 4:Le droit d'asile
- États-Unis : 6 novembre 1981 sur CBS

- Diana Muldaur (Sœur Anita)
- Jerry Hardin (Shériff Dean)
- Guillermo San Juan (Roberto)
- Fausto Barajas (Rudy)
- Edie McClurg (Sœur Mary Catherine)
- Henry Darrow (Patrero)

### Épisode 5:Possession
- États-Unis : 13 novembre 1981 sur CBS

- Peter Mark Richman (Ellis Jordan)
- Charles Napier (Bert)
- Andrea Marcovicci (Gale Webber)
- Mickey Jones (George)
- Lewis Arquette (Les Creaseman)
- Jerry Sloan (Lyle)

### Épisode 6:Les Esclaves
- États-Unis : 5 mai 1982 sur CBS

- John Hancock (Isaac Whittier Ross)
- Charles Tyner (Roy)
- Jeffrey Kramer (Marty)
- Faye Grant (Christy)

### Épisode 7:État d'alerte
- États-Unis : 12 mai 1982 sur CBS

- Nancy Lee Grahn (Patty Knowlton)
- Linden Chiles (Cunningham)
- Xander Berkeley (Tom)
- Lisa Jane Persky (Rita)
- Gary Vinson (Sperling)
- Brad Harris (Jordan)